# Herbiphantes
Herbiphantes là một chi nhện trong họ Linyphiidae.